# Влодек, Адам
А́дам Вло́дек (пол. Adam Włodek; 8 августа 1922, Краков — 19 января 1986, там же) — польский поэт, редактор, переводчик. Муж Виславы Шимборской в 1948—1954 годах.

## Биография
Принимал участие в польской кампании 1939 года в качестве добровольца. В 1943—1945 годах был редактором журнала «Поэтическая библиотека». После войны был редактором «Dziennik Polski», а в 1953—1954 годах редактор журнала «Литературный журнал».
В апреле 1948 года он женился на Виславе Шимборской. Брак закончился разводом в 1954 году, но они продолжали поддерживать дружеские отношения друг с другом и далее. Под его влиянием Вислава Шимборская в 1950 году вступила в коммунистическую партию ПОРП, но, разочарованная в правдивости коммунистических лозунгов и существенном расхождении их с жизнью, вышла с партии и создала имидж свободной от идеологии поэтессы.
Умер 19 января 1986 в Кракове. Похоронен на Раковицком кладбище.

## Работы
Адам Влодек написал 10 сборников стихов, а также ряд других произведений:
- Wiązanka jaskrów (1944),
- Arkusz poetycki (1944),
- Najcichszy sztandar (1945),
- Mruczek w butach (1948, иллюстрированная Виславой Шимборской[4]),
- Z trzynastu lat: 1939—1952 (1953),
- Uważnie mijam (1963),
- Wiersze wybrane (1973),
- Prezent. Wiersze dawne i nowe (1989, опубликовано посмертно),
- Nasz łup wojenny (1970, мемуары, опубликовано посмертно).